# 志築杏里
志築 杏里（しつき あんり、1988年7月21日 - ）は、日本のインフルエンサー、TikToker、グラビアアイドル。アイドルグループ『TEN6』の元メンバー。兵庫県尼崎市出身。所属事務所はK-entertainmentを経て、OFFICE TWELVE。

## 略歴
4人きょうだいの長女として生まれる。弟に、BreakingDownに出場したことで知られるエイリアンニキこと志築功胤がいる。学生時代をヤンキーとして過ごし、私立中学校を素行不良で退学。高校も退学が危ぶまれた中で卒業し、大学に入学するが単位が取れずに退学。
心労がたたって母親が倒れたことを契機に、就職率100％とされる歯科衛生士を目指し、歯科衛生士の学校に通い、資格を取得。
高校生時から雑誌『egg』に掲載され、歯科衛生士の学校で芸能関係の女性と知り合い、芸能関係の仕事も行うようになり、18歳ごろからパチンコ番組にレギュラー出演するようになる。グラビアタレントとして関西のバラエティ番組への出演、水着での撮影会などを行う。
2015年1月より、『ケンコバのバコバコテレビ』（サンテレビ）の企画で誕生した大阪・天神橋商店街のご当地アイドルグループ『TEN6』のメンバーとして活動。当時25歳であったが、同グループでは3歳若く年齢詐称していた。アイドルには特別興味があったわけでは無かったが、ライブ活動を続けていくうちに楽しくなっていき、同グループで約7年間活動した。同グループは解雇処分となっており、タバコを吸っている姿などを弟の功胤に隠し撮りされ、ネット上に公開、拡散されたことが原因となった。
コロナ禍からシーシャバー『School Of Shisha(S.O.S)』、『Basement 1（B1）』の2店舗を経営し、焼肉屋も経営している。
功胤の希望により、BreakingDownが2022年11月に開催した「BreakingDown6」のオーディションに姉弟で応募するが、日程的に都合がつかず功胤のみが参加。2023年2月に開催された「BreakingDown7」のオーディションに参加し、本戦に出場した。「ヤンキーが大嫌い」だという原宿系YouTuberのゆっちゃんと対戦し、ダウンを奪われて判定0-5で敗北。
2023年5月、キックボクシングイベント「超S-BATTLE」に出場し、あみみと対戦して判定3-0で勝利。同年6月には格闘技大会「競拳23」に出場し、YouTuberの玉月ギンと対戦して判定勝利した。

## 人物
好きな男性のタイプは「Vシネに出てくるような人が大好き」とし、竹内力の名前を挙げている。
弟の功胤とともにADHDであることをカミングアウトしている。
中学生時代からストーカーに悩まされており、10回以上の被害にあっているという。ストーカーに「隠されてるものを見たい」という心理があることを知ったことから、テレビ番組でプライバシーのほとんどを公開。これによりストーカー被害が激減したという。

## 作品

### イメージDVD
- 風光明美（2021年11月26日、スパイスビジュアル）[3]

### 写真集
- Get a life Lv.36 (2024年7月22日、小学館)[16]